# Nocario
Nocario (en idioma corso Nucariu) es una comuna y población de Francia, en la región de Córcega, departamento de Alta Córcega.
Su población en el censo de 1999 era de 42 habitantes.

## Demografía
| 70 | 90 | 70 | 41 | 33 | 42 |
| Para los censos de 1962 a 1999 la población legal corresponde a la población sin duplicidades (Fuente: INSEE [Consultar]) |    |    |    |    |    |